# Luis Moya (község)
Luis Moya egy kis területű (177 km²) község Mexikó Zacatecas államának déli részén, Aguascalientes állam határán, központja Luis Moya. A község teljes lakossága 2010-ben 12 234 fő volt. Nevét Luis Moya Regis forradalmárról kapta.

## Fekvése
A község Mexikó középső részén, Zacatecas déli vidékein terül el, mintegy 60 km-rel az állam fővárosától délre. Felszíne nagyjából síkság, a tengerszint felett 1960-2000 méterrel fekszik, észak felé enyhén emelkedik. Néhány kisebb kiemelkedés előfordul a községben, főleg az északkeleti részein, legmagasabb pontja 2250 m, Colonia Hidalgo településen található. A medencét, amiben a község található, nyugatról a Sierra Fría hegység, keletről pedig a Sierra de Ángeles hegyláncai határolják, de ezek már nem tartoznak Luis Moyához.

## Éghajlat
Éghajlata viszonylag meleg és száraz, de nem szélsőségesen. A januári átlaghőmérséklet 11,9 °C, a júniusi 20,4 °C, az eddigi rekordmeleg 38 °C volt (1996-ban), a legnagyobb hideget, -9 °C-ot pedig 1997-ben mérték. Az éves csapadékátlag 505,8 mm, az eső legnagyobb része a júniustól szeptemberig tartó időszakban hull.

## Gazdaság
A község lakói legfőképpen mezőgazdaságból élnek, a terület 95%-át hasznosítják (mintegy 80%-a szántóföld, 15%-a legelő). Emellett néhol kőbányászatra is lehetőség lenne, de ezt egyelőre nem használják ki.

## Élővilág
A terület legnagyobb részén termesztett növények élnek, emellett különféle akáciák, magyaltölgyek és fügekaktuszok a jellemzők. Állatai közül gyakoriak a nyulak, prérifarkasok, mosómedvék és a szürkeróka.

## Népesség
A község lakossága a múltban lassan csökkent, 2005 és 2010 között azonban nőtt. A változásokat szemlélteti az alábbi táblázat:
| Év   | Lakosság |
| ---- | -------- |
| 1990 | 11 502   |
| 1995 | 11 488   |
| 2000 | 11 418   |
| 2005 | 10 982   |
| 2010 | 12 234   |

## Települései
A községben 2010-ben 53 lakott helyet tartottak nyilván, ám ezek elsöprő többsége 100 fő alatti, sokszor csak pár házból álló tanya. Az 53-ból 30 helység népessége a 10 főt sem éri el. A legnagyobb települések a következők
| Település                                   | Lakosság (2010) |
| ------------------------------------------- | --------------- |
| Luis Moya                                   | 6335            |
| Coecillo                                    | 1236            |
| Colonia Hidalgo                             | 935             |
| Colonia Veinte de Noviembre                 | 903             |
| Los Griegos (Griegos)                       | 733             |
| Esteban S. Castorena (Casas Coloradas)      | 648             |
| Colonia Julián Adame (Charco de la Gallina) | 386             |
| Noria de Molinos                            | 356             |
| Leyva                                       | 117             |
| La Manga (Las Mangas)                       | 106             |